# Palacio Kinsky (Viena)
El Palacio Kinsky es un palacio barroco en el centro de Viena, Austria. Fue construido originalmente para el conde Wirich Philipp von Daun. El palacio fue comprado más tarde por la familia Kinsky de Bohemia, por lo que a veces recibe el nombre de palacio Daun-Kinsky.

## Historia
El palacio fue encargado por el conde Wirich Philipp von Daun y su construcción comenzó en 1713 bajo la dirección del arquitecto Johann Lukas von Hildebrandt. El príncipe Józef Poniatowski, general polaco y mariscal de Francia, nació en el palacio el 7 de mayo de 1763.
El palacio tiene una fachada amarilla y blanca y una escalera ricamente decorada con frescos en los techos, espejos y estatuas. En 1784, se vendió a la noble familia Kinsky. El Palacio se convirtió en la embajada argentina durante una década en la década de 1960.
Se sometió a una renovación a finales de la década de 1990 y se recuperó su diseño anterior. Las habitaciones tienen techos con frescos barrocos y suelos de parqué. El palacio se utiliza para subastas (Auktionshaus im Kinsky) y recepciones y alberga tiendas y un restaurante. También se utilizó para las negociaciones sobre el estatuto definitivo entre serbios y albaneses de Kosovo en negociaciones patrocinadas por la UE.